# رسالة (صحيفة فارسية)
الرسالة (الفارسية: رسالت) هي صحيفة يومية محافظة ناطقة باللغة الفارسية في طهران، في إيران. وهي صحيفة مؤيدة لخامنئي وأحمدي نجاد.

## التاريخ والملف الشخصي
نُشرت صحيفة رسالة لأول مرة في عام 1985. تنتمي الصحيفة إلى مؤسسة الرسالة، وتُركز على الأخبار السياسية والثقافية والاجتماعية والاقتصادية والرياضية. مرتضى نبوي هو رئيس تحرير الصحيفة اليومية التي لديها موقف محافظ. كان أمير محبيان [الإنجليزية] يشغل منصب المحرر السياسي للصحيفة.
في بيان مهمتها، أعلنت صحيفة رسالة أن "هدف الصحيفة اليومية هو نشر كلام الله، ومدرسة أهل البيت الفكرية من أجل ترسيخ إرادة الله وحكم الفقه الإسلامي." وهي قريبة من حزب الائتلاف الإسلامي.
تقع الصحيفة في طهران. ويتراوح توزيعها بين 30 ألفًا و50 ألف نسخة في منتصف العقد الأول من القرن الحادي والعشرين.

## طالع أيضًا
- قائمة الصحف في إيران [الإنجليزية]
- وسائل الإعلام في إيران

## روابط خارجية
- الموقع الرسمي